# FIVB Volleyball World Grand Prix 2011
FIVB Volleyball Grand Prix 2011 spelades 5 till 28 augusti 2011. Det var den 19:e upplagan av tävlingen som arrangeras av FIVB och 16 landslag deltog. Grundserien spelades 5 till 21 augusti i olika delar av världen medan finalspelet spelade 24 till 28 augusti i Macao, Kina. USA tävlingen för fjärde gången (andra i rad) genom att besegra Brasilien i finalen. Jovana Brakočević var främsta poängvinnare medan Destinee Hooker utsågs till mest värdefulla spelare.

## Deltagande lag
| Lag                     | Turnering                     | Deltog senast |
| ----------------------- | ----------------------------- | ------------- |
| Argentina               | 5:a Panamerikanska cupen 2010 | Debut         |
| Brasilien               | Wild-card                     | Ningbo 2010   |
| Kina                    | Wild-card                     | Ningbo 2010   |
| Sydkorea                | 3:a Asiatiska cupen 2010      | Tokyo 2009    |
| Kuba                    | 4:a Panamerikanska cupen 2010 | Yokohama 2008 |
| Tyskland                | 1:a kval (Europa)             | Ningbo 2010   |
| Japan                   | Wild-card                     | Ningbo 2010   |
| Italien                 | 3:a kval (Europa)             | Ningbo 2010   |
| Kazakstan               |                               | Yokohama 2008 |
| Peru                    | 2:a Panamerikanska cupen 2010 | Shanghai 1994 |
| Polen                   | Wild-card                     | Ningbo 2010   |
| Dominikanska republiken | 1:a Panamerikanska cupen 2010 | Ningbo 2010   |
| Ryssland                | 2:a kval (Europa)             | Tokyo 2009    |
| Serbien                 | 1:a European League 2010      | Debut         |
| USA                     | 3:a Panamerikanska cupen 2010 | Ningbo 2010   |
| Thailand                | 2:a Asiatiska cupen 2010      | Ningbo 2010   |

## Gruppspelsfasen

### Första helgen
| Grupp A                                               | Grupp B                           | Grupp C                                 | Grupp D                          |
| ----------------------------------------------------- | --------------------------------- | --------------------------------------- | -------------------------------- |
| Argentina · Italien · Polen · Dominikanska republiken | Kuba · Peru · Ryssland · Thailand | Brasilien · Sydkorea · Tyskland · Japan | Kina · Kazakstan · Serbien · USA |

#### Grupp A
Spelplats: Luczniczka, Bydgoszcz, Polen
| Datum          | Mellan                              | Resultat | Set   | Set   | Set   | Set   | Set   | Poäng totalt | Speltid | Åskådare |
| Datum          | Mellan                              | Resultat | 1     | 2     | 3     | 4     | 5     | Poäng totalt | Speltid | Åskådare |
| -------------- | ----------------------------------- | -------- | ----- | ----- | ----- | ----- | ----- | ------------ | ------- | -------- |
| 5 augusti 2011 | Polen - Argentina                   | 3 - 0    | 25:20 | 25:17 | 25:22 |       |       | 75 - 59      | 1:27    | 2.900    |
| 5 augusti 2011 | Italien - Dominikanska republiken   | 3 - 1    | 25:18 | 22:25 | 25:18 | 25:17 |       | 97 - 78      | 1:52    | 800      |
| 6 augusti 2011 | Polen - Dominikanska republiken     | 2 - 3    | 25:21 | 17:25 | 24:26 | 25:23 | 16:18 | 107 - 113    | 2:39    | 3.500    |
| 6 augusti 2011 | Italien - Argentina                 | 3 - 1    | 25:17 | 23:25 | 25:20 | 25:18 |       | 98 - 80      | 1:52    | 700      |
| 7 augusti 2011 | Polen - Italien                     | 1 - 3    | 12:25 | 25:21 | 24:26 | 14:25 |       | 75 - 97      | 1:52    | 5.000    |
| 7 augusti 2011 | Dominikanska republiken - Argentina | 2 - 3    | 25:20 | 22:25 | 19:25 | 25:23 | 11:15 | 102 - 108    | 2:18    | 700      |

#### Grupp B
Spelplats: Nakhonpathom Gym, Nakhon Pathom, Thailand
| Datum          | Mellan              | Resultat | Set   | Set   | Set   | Set   | Set   | Poäng totalt | Speltid | Åskådare |
| Datum          | Mellan              | Resultat | 1     | 2     | 3     | 4     | 5     | Poäng totalt | Speltid | Åskådare |
| -------------- | ------------------- | -------- | ----- | ----- | ----- | ----- | ----- | ------------ | ------- | -------- |
| 5 augusti 2011 | Ryssland - Kuba     | 3 - 1    | 24:26 | 25:18 | 25:23 | 25:20 |       | 99 - 87      | 1:50    | 3.000    |
| 5 augusti 2011 | Thailand - Peru     | 3 - 0    | 25:20 | 25:13 | 25:16 |       |       | 75 - 49      | 1:10    | 3.850    |
| 6 augusti 2011 | Peru - Ryssland     | 0 - 3    | 12:25 | 9:25  | 14:25 |       |       | 35 - 75      | 1:03    | 3.200    |
| 6 augusti 2011 | Kuba - Thailand     | 2 - 3    | 25:23 | 25:17 | 26:28 | 23:25 | 10:15 | 109 - 108    | 2:12    | 4.400    |
| 7 augusti 2011 | Peru - Kuba         | 0 - 3    | 24:26 | 19:25 | 22:25 |       |       | 65 - 76      | 1:20    | 3.500    |
| 7 augusti 2011 | Ryssland - Thailand | 3 - 0    | 25:18 | 25:19 | 27:25 |       |       | 77 - 62      | 1:23    | 4.600    |

#### Grupp C
Spelplats: Sajik Indoor Gymnasium, Pusan, Korea
| Datum          | Mellan               | Resultat | Set   | Set   | Set   | Set   | Set | Poäng totalt | Speltid | Åskådare |
| Datum          | Mellan               | Resultat | 1     | 2     | 3     | 4     | 5   | Poäng totalt | Speltid | Åskådare |
| -------------- | -------------------- | -------- | ----- | ----- | ----- | ----- | --- | ------------ | ------- | -------- |
| 5 augusti 2011 | Brasilien - Japan    | 3 - 0    | 25:18 | 25:16 | 25:21 |       |     | 75 - 55      | 1:21    | 1.230    |
| 5 augusti 2011 | Sydkorea - Tyskland  | 3 - 1    | 25:19 | 25:19 | 20:25 | 25:20 |     | 95 - 83      | 1:54    | 1.810    |
| 6 augusti 2011 | Sydkorea - Japan     | 0 - 3    | 20:25 | 21:25 | 22:25 |       |     | 63 - 75      | 1:26    | 4.250    |
| 6 augusti 2011 | Brasilien - Tyskland | 3 - 1    | 25:21 | 23:25 | 25:15 | 25:23 |     | 98 - 84      | 2:00    | 1.230    |
| 7 augusti 2011 | Sydkorea - Brasilien | 0 - 3    | 17:25 | 20:25 | 22:25 |       |     | 59 - 75      | 1:23    | 2.090    |
| 7 augusti 2011 | Japan - Tyskland     | 3 - 0    | 25:22 | 25:13 | 25:19 |       |     | 75 - 54      | 1:22    | 950      |

#### Grupp D
Spelplats: Luohe Sports Center, Luohe, Kina
| Datum          | Mellan              | Resultat | Set   | Set   | Set   | Set   | Set   | Poäng totalt | Speltid | Åskådare |
| Datum          | Mellan              | Resultat | 1     | 2     | 3     | 4     | 5     | Poäng totalt | Speltid | Åskådare |
| -------------- | ------------------- | -------- | ----- | ----- | ----- | ----- | ----- | ------------ | ------- | -------- |
| 5 augusti 2011 | Serbien - USA       | 2 - 3    | 22:25 | 19:25 | 25:23 | 25:20 | 10:15 | 101 - 108    | 2:14    | 3.580    |
| 5 augusti 2011 | Kina - Kazakstan    | 3 - 0    | 25:18 | 25:23 | 25:16 |       |       | 75 - 57      | 1:27    | 4.260    |
| 6 augusti 2011 | Kazakstan - USA     | 0 - 3    | 15:25 | 21:25 | 12:25 |       |       | 48 - 75      | 1:14    | 3.860    |
| 6 augusti 2011 | Kina - Serbien      | 1 - 3    | 21:25 | 25:23 | 21:25 | 18:25 |       | 85 - 98      | 1:53    | 4.480    |
| 7 augusti 2011 | Kina - USA          | 0 - 3    | 20:25 | 17:25 | 16:25 |       |       | 53 - 75      | 1:16    | 4.580    |
| 7 augusti 2011 | Serbien - Kazakstan | 3 - 0    | 25:19 | 25:15 | 25:22 |       |       | 75 - 56      | 1:15    | 4.490    |

### Andra helgen
| Grupp E                             | Grupp F                                    | Grupp G                           | Grupp H                                         |
| ----------------------------------- | ------------------------------------------ | --------------------------------- | ----------------------------------------------- |
| Argentina · Sydkorea · Kuba · Polen | Brasilien · Italien · Kazakstan · Thailand | Kina · Tyskland · Peru · Ryssland | Japan · Dominikanska republiken · Serbien · USA |

#### Grupp E
Spelplats: Hala Sportowo Widowiskowa, Zielona Góra, Polen
| Datum           | Mellan               | Resultat | Set   | Set   | Set   | Set   | Set   | Poäng totalt | Speltid | Åskådare |
| Datum           | Mellan               | Resultat | 1     | 2     | 3     | 4     | 5     | Poäng totalt | Speltid | Åskådare |
| --------------- | -------------------- | -------- | ----- | ----- | ----- | ----- | ----- | ------------ | ------- | -------- |
| 12 augusti 2011 | Polen - Argentina    | 3 - 0    | 25:20 | 25:20 | 25:23 |       |       | 75 - 63      | 1:34    | 4.200    |
| 12 augusti 2011 | Kuba - Sydkorea      | 2 - 3    | 25:17 | 16:25 | 17:25 | 25:23 | 12:15 | 95 - 105     | 2:04    | 1.100    |
| 13 augusti 2011 | Polen - Sydkorea     | 0 - 3    | 21:25 | 32:34 | 23:25 |       |       | 76 - 84      | 1:43    | 4.850    |
| 13 augusti 2011 | Kuba - Argentina     | 2 - 3    | 19:25 | 25:15 | 25:20 | 18:25 | 14:16 | 101 - 101    | 2:04    | 1.350    |
| 14 augusti 2011 | Polen - Kuba         | 3 - 1    | 25:15 | 25:21 | 23:25 | 25:20 |       | 98 - 81      | 2:00    | 4.500    |
| 14 augusti 2011 | Sydkorea - Argentina | 3 - 0    | 25:22 | 25:16 | 25:21 |       |       | 75 - 59      | 1:26    | 1.200    |

#### Grupp F
Spelplats: Baluan Sholaks sportpalats, Almaty, Kazakstan
| Datum           | Mellan                | Resultat | Set   | Set   | Set   | Set   | Set   | Poäng totalt | Speltid | Åskådare |
| Datum           | Mellan                | Resultat | 1     | 2     | 3     | 4     | 5     | Poäng totalt | Speltid | Åskådare |
| --------------- | --------------------- | -------- | ----- | ----- | ----- | ----- | ----- | ------------ | ------- | -------- |
| 12 augusti 2011 | Kazakstan - Italien   | 2 - 3    | 25:22 | 25:22 | 18:25 | 19:25 | 12:15 | 99 - 109     | 2:06    | 2.500    |
| 12 augusti 2011 | Thailand - Brasilien  | 0 - 3    | 16:25 | 23:25 | 16:25 |       |       | 55 - 75      | 1:19    | 2.360    |
| 13 augusti 2011 | Brasilien - Kazakstan | 3 - 0    | 25:14 | 25:18 | 25:20 |       |       | 75 - 52      | 1:16    | 2.644    |
| 13 augusti 2011 | Italien - Thailand    | 3 - 2    | 24:26 | 19:25 | 25:22 | 25:15 | 15:12 | 108 - 100    | 2:07    | 1.836    |
| 14 augusti 2011 | Kazakstan - Thailand  | 0 - 3    | 24:26 | 23:25 | 21:25 |       |       | 68 - 76      | 1:23    | 3.078    |
| 14 augusti 2011 | Italien - Brasilien   | 1 - 3    | 23:25 | 26:24 | 18:25 | 18:25 |       | 85 - 99      | 1:53    | 2.989    |

#### Grupp G
Spelplats: Straits Sports Center Quanzhou, Quanzhou, Kina
| Datum           | Mellan              | Resultat | Set   | Set   | Set   | Set   | Set   | Poäng totalt | Speltid | Åskådare |
| Datum           | Mellan              | Resultat | 1     | 2     | 3     | 4     | 5     | Poäng totalt | Speltid | Åskådare |
| --------------- | ------------------- | -------- | ----- | ----- | ----- | ----- | ----- | ------------ | ------- | -------- |
| 12 augusti 2011 | Tyskland - Ryssland | 0 - 3    | 18:25 | 19:25 | 21:25 |       |       | 58 - 75      | 1:24    | 6.000    |
| 12 augusti 2011 | Kina - Peru         | 3 - 0    | 25:16 | 25:20 | 25:13 |       |       | 75 - 49      | 1:12    | 6.200    |
| 13 augusti 2011 | Peru - Ryssland     | 0 - 3    | 20:25 | 17:25 | 17.25 |       |       | 54 - 75      | 1:15    | 5.400    |
| 13 augusti 2011 | Kina - Tyskland     | 3 - 2    | 14:25 | 22:25 | 25:23 | 25:21 | 18:16 | 104 - 110    | 2:20    | 6.400    |
| 14 augusti 2011 | Peru - Tyskland     | 0 - 3    | 23:25 | 15:25 | 18:25 |       |       | 56 - 75      | 1:21    | 6.200    |
| 14 augusti 2011 | Kina - Ryssland     | 0 - 3    | 22:25 | 23:25 | 20:25 |       |       | 65 - 75      | 1:19    | 6.500    |

#### Grupp H
Spelplats: Park Arena Komaki, Komaki, Japan
| Datum           | Mellan                            | Resultat | Set   | Set   | Set   | Set   | Set | Poäng totalt | Speltid | Åskådare |
| Datum           | Mellan                            | Resultat | 1     | 2     | 3     | 4     | 5   | Poäng totalt | Speltid | Åskådare |
| --------------- | --------------------------------- | -------- | ----- | ----- | ----- | ----- | --- | ------------ | ------- | -------- |
| 12 augusti 2011 | USA - Dominikanska republiken     | 3 - 0    | 25:22 | 25:22 | 25:10 |       |     | 75 - 54      | 1:24    | 4.250    |
| 12 augusti 2011 | Japan - Serbien                   | 3 - 1    | 25:16 | 25:21 | 17:25 | 25:21 |     | 92 - 83      | 1:55    | 5.100    |
| 13 augusti 2011 | Serbien - Dominikanska republiken | 3 - 0    | 25:17 | 25:20 | 25.22 |       |     | 75 - 59      | 1:20    | 4.400    |
| 13 augusti 2011 | Japan - USA                       | 0 - 3    | 22:25 | 14:25 | 18:25 |       |     | 54 - 75      | 1:25    | 5.160    |
| 14 augusti 2011 | Japan - Dominikanska republiken   | 3 - 1    | 25.22 | 26:24 | 23:25 | 25:20 |     | 99 - 91      | 2:09    | 5.170    |
| 14 augusti 2011 | USA - Serbien                     | 1 - 3    | 12:25 | 25:17 | 23:25 | 15:25 |     | 75 - 92      | 1:38    | 2.900    |

### Tredje helgen
| Grupp I                                            | Grupp J                         | Grupp K                                 | Grupp L                               |
| -------------------------------------------------- | ------------------------------- | --------------------------------------- | ------------------------------------- |
| Kina · Kazakstan · Polen · Dominikanska republiken | Tyskland · Italien · Peru · USA | Argentina · Brasilien · Kuba · Thailand | Japan · Sydkorea · Ryssland · Serbien |

#### Grupp I
Spelplats: Hong Kong Coliseum, Hong Kong, Kina
| Datum           | Mellan                              | Resultat | Set   | Set   | Set   | Set   | Set  | Poäng totalt | Speltid | Åskådare |
| Datum           | Mellan                              | Resultat | 1     | 2     | 3     | 4     | 5    | Poäng totalt | Speltid | Åskådare |
| --------------- | ----------------------------------- | -------- | ----- | ----- | ----- | ----- | ---- | ------------ | ------- | -------- |
| 19 augusti 2011 | Kazakstan - Polen                   | 0 - 3    | 20:25 | 12:25 | 20:25 |       |      | 52 - 75      | 1:11    | 4.942    |
| 19 augusti 2011 | Kina - Dominikanska republiken      | 3 - 0    | 26:24 | 25:22 | 25:18 |       |      | 76 - 64      | 1:23    | 6.912    |
| 20 augusti 2011 | Dominikanska republiken - Polen     | 3 - 1    | 24:26 | 28:26 | 26:24 | 25:17 |      | 103 - 93     | 1:59    | 4.032    |
| 20 augusti 2011 | Kina - Kazakstan                    | 3 - 1    | 25:16 | 19:25 | 25:20 | 25:21 |      | 94 - 82      | 1:42    | 8.693    |
| 21 augusti 2011 | Dominikanska republiken - Kazakstan | 3 - 2    | 15:25 | 27:25 | 21:25 | 25:15 | 15:9 | 103 - 99     | 2:02    | 8.228    |
| 21 augusti 2011 | Kina - Polen                        | 3 - 0    | 25:20 | 25:17 | 25:22 |       |      | 75 - 59      | 1:23    | 9.821    |

#### Grupp J
Spelplats: Taipei, Taiwan
| Datum           | Mellan             | Resultat | Set   | Set   | Set   | Set   | Set | Poäng totalt | Speltid | Åskådare |
| Datum           | Mellan             | Resultat | 1     | 2     | 3     | 4     | 5   | Poäng totalt | Speltid | Åskådare |
| --------------- | ------------------ | -------- | ----- | ----- | ----- | ----- | --- | ------------ | ------- | -------- |
| 19 augusti 2011 | Italien - Peru     | 3 - 0    | 25:18 | 25:16 | 25:18 |       |     | 75 - 52      | 1:11    | 3.577    |
| 19 augusti 2011 | USA - Tyskland     | 3 - 0    | 25:10 | 25:18 | 25:23 |       |     | 75 - 51      | 1:23    | 5.253    |
| 20 augusti 2011 | Tyskland - Peru    | 3 - 1    | 25:14 | 20:25 | 25:19 | 25:18 |     | 95 - 76      | 1:48    | 2.916    |
| 20 augusti 2011 | USA - Italien      | 3 - 0    | 25:23 | 25:19 | 25:18 |       |     | 75 - 60      | 1:16    | 2.026    |
| 21 augusti 2011 | USA - Peru         | 3 - 0    | 25:13 | 25:18 | 25:15 |       |     | 75 - 46      | 1:04    | 4.413    |
| 21 augusti 2011 | Tyskland - Italien | 0 - 3    | 15:25 | 22:25 | 23:25 |       |     | 60 - 75      | 1:19    | 5.033    |

#### Grupp K
Spelplats: Keelawes 1, Bangkok, Thailand
| Datum           | Mellan                | Resultat | Set   | Set   | Set   | Set   | Set | Poäng totalt | Speltid | Åskådare |
| Datum           | Mellan                | Resultat | 1     | 2     | 3     | 4     | 5   | Poäng totalt | Speltid | Åskådare |
| --------------- | --------------------- | -------- | ----- | ----- | ----- | ----- | --- | ------------ | ------- | -------- |
| 19 augusti 2011 | Kuba - Brasilien      | 0 - 3    | 18:25 | 13:25 | 12:25 |       |     | 43 - 75      | 1:24    | 2.250    |
| 19 augusti 2011 | Thailand - Argentina  | 3 - 0    | 25:23 | 25:15 | 25:14 |       |     | 75 - 52      | 1:12    | 4.450    |
| 20 augusti 2011 | Brasilien - Argentina | 3 - 0    | 25:12 | 25:15 | 25:8  |       |     | 75 - 35      | 1:07    | 3.850    |
| 20 augusti 2011 | Kuba - Thailand       | 1 - 3    | 25:23 | 21:25 | 21:25 | 13:25 |     | 80 - 98      | 2:09    | 6.800    |
| 21 augusti 2011 | Argentina - Kuba      | 0 - 3    | 24:26 | 23:25 | 18:25 |       |     | 65 - 76      | 1:22    | 4.500    |
| 21 augusti 2011 | Brasilien - Thailand  | 3 - 0    | 25:16 | 25:12 | 25:18 |       |     | 75 - 46      | 1:16    | 7.000    |

#### Grupp L
Spelplats: Ariake Colosseum, Tokyo, Japan
| Datum           | Mellan              | Resultat | Set   | Set   | Set   | Set   | Set   | Poäng totalt | Speltid | Åskådare |
| Datum           | Mellan              | Resultat | 1     | 2     | 3     | 4     | 5     | Poäng totalt | Speltid | Åskådare |
| --------------- | ------------------- | -------- | ----- | ----- | ----- | ----- | ----- | ------------ | ------- | -------- |
| 19 augusti 2011 | Ryssland - Sydkorea | 2 - 3    | 22:25 | 25:17 | 25:20 | 23:25 | 11:15 | 106 - 102    | 2:07    | 2.400    |
| 19 augusti 2011 | Japan - Serbien     | 0 - 3    | 20:25 | 22:25 | 18:25 |       |       | 60 - 75      | 1:28    | 4.500    |
| 20 augusti 2011 | Ryssland - Serbien  | 3 - 2    | 25:13 | 21:25 | 22:25 | 25:17 | 15:8  | 108 - 88     | 1:58    | 4.600    |
| 20 augusti 2011 | Japan - Sydkorea    | 3 - 0    | 25:19 | 25:22 | 29:27 |       |       | 79 - 68      | 1:39    | 10.000   |
| 21 augusti 2011 | Serbien - Sydkorea  | 3 - 0    | 25:18 | 25:16 | 25:23 |       |       | 75 - 57      | 1:14    | 4.000    |
| 21 augusti 2011 | Japan - Ryssland    | 3 - 0    | 25:23 | 25:19 | 25:19 |       |       | 75 - 61      | 1:30    | 7.850    |

### Sluttabell[1]
| Pos | Landslag                | Poäng | Matcher | Matcher | Matcher   | Set   | Set       | Kvot   | Poäng | Poäng     | Kvot  |
| Pos | Landslag                | Poäng | Spelade | Vunna   | Förlorade | Vunna | Förlorade | Kvot   | Vunna | Förlorade | Kvot  |
| --- | ----------------------- | ----- | ------- | ------- | --------- | ----- | --------- | ------ | ----- | --------- | ----- |
| 1   | Brasilien               | 27    | 9       | 9       | 0         | 27    | 2         | 13.500 | 722   | 514       | 1.405 |
| 2   | USA                     | 23    | 9       | 8       | 1         | 25    | 5         | 5.000  | 708   | 559       | 1.267 |
| 3   | Ryssland                | 21    | 9       | 7       | 2         | 23    | 9         | 2.556  | 751   | 626       | 1.200 |
| 4   | Serbien                 | 20    | 9       | 6       | 3         | 23    | 11        | 2.091  | 762   | 700       | 1.089 |
| 5   | Italien                 | 19    | 9       | 7       | 2         | 22    | 13        | 1.692  | 804   | 718       | 1.120 |
| 6   | Japan                   | 18    | 9       | 6       | 3         | 18    | 11        | 1.636  | 664   | 645       | 1.029 |
| 7   | Kina                    | 17    | 9       | 6       | 3         | 19    | 12        | 1.583  | 702   | 669       | 1.049 |
| 8   | Thailand                | 15    | 9       | 5       | 4         | 17    | 11        | 1.133  | 695   | 693       | 1.003 |
| 9   | Sydkorea                | 13    | 9       | 5       | 4         | 15    | 17        | 0.882  | 708   | 723       | 0.979 |
| 10  | Polen                   | 13    | 9       | 4       | 5         | 16    | 16        | 1.000  | 733   | 727       | 1.008 |
| 11  | Kuba                    | 9     | 9       | 2       | 7         | 15    | 21        | 0.714  | 748   | 814       | 0.919 |
| 12  | Dominikanska republiken | 8     | 9       | 3       | 6         | 13    | 23        | 0.565  | 767   | 829       | 0.925 |
| 13  | Tyskland                | 7     | 9       | 2       | 7         | 10    | 22        | 0.455  | 670   | 729       | 0.919 |
| 14  | Argentina               | 4     | 9       | 2       | 7         | 7     | 25        | 0.280  | 622   | 752       | 0.827 |
| 15  | Kazakstan               | 2     | 9       | 0       | 9         | 5     | 27        | 0.185  | 613   | 757       | 0.810 |
| 16  | Peru                    | 0     | 9       | 0       | 9         | 1     | 27        | 0.037  | 482   | 696       | 0.693 |

## Slutspelsrundan[2]
Spelplats: Macao, Kina

### Grupper
| Grupp A                              | Grupp B                           |
| ------------------------------------ | --------------------------------- |
| Kina · Serbien · Ryssland · Thailand | Brasilien · Japan · Italien · USA |

### Grupp A

#### Resultat
| Datum           | Mellan              | Resultat | Set   | Set   | Set   | Set   | Set   | Poäng totalt | Speltid | Åskådare |
| Datum           | Mellan              | Resultat | 1     | 2     | 3     | 4     | 5     | Poäng totalt | Speltid | Åskådare |
| --------------- | ------------------- | -------- | ----- | ----- | ----- | ----- | ----- | ------------ | ------- | -------- |
| 24 augusti 2011 | Thailand - Ryssland | 1 - 3    | 18:25 | 22:25 | 27:25 | 17:25 |       | 84 - 100     | 1:49    | 1.150    |
| 24 augusti 2011 | Kina - Serbien      | 2 - 3    | 25:20 | 18:25 | 25:23 | 16:25 | 16:18 | 100 - 111    | 2:05    | 3.250    |
| 25 augusti 2011 | Ryssland - Serbien  | 1 - 3    | 25:20 | 17:25 | 21:25 | 21:25 |       | 84 - 95      | 1:48    | 1.100    |
| 25 augusti 2011 | Kina - Thailand     | 1 - 3    | 12:25 | 21:25 | 25:19 | 17:25 |       | 75 - 94      | 1:34    | 2.300    |
| 26 augusti 2011 | Serbien - Thailand  | 3 - 0    | 25:23 | 25:22 | 25:23 |       |       | 75 - 68      | 1:20    | 1.860    |
| 26 augusti 2011 | Kina - Ryssland     | 0 - 3    | 21:25 | 11:25 | 23:25 |       |       | 55 - 75      | 1:16    | 2.860    |

#### Sluttabell
| Pos | Landslag | Poäng | Matcher | Matcher | Matcher   | Set   | Set       | Kvot  | Poäng | Poäng     | Kvot  |
| Pos | Landslag | Poäng | Spelade | Vunna   | Förlorade | Vunna | Förlorade | Kvot  | Vunna | Förlorade | Kvot  |
| --- | -------- | ----- | ------- | ------- | --------- | ----- | --------- | ----- | ----- | --------- | ----- |
| 1   | Serbien  | 8     | 3       | 3       | 0         | 9     | 3         | 3.000 | 281   | 252       | 1.115 |
| 2   | Ryssland | 6     | 3       | 2       | 1         | 7     | 4         | 1.750 | 259   | 234       | 1.107 |
| 3   | Thailand | 3     | 3       | 1       | 2         | 4     | 7         | 0.571 | 246   | 250       | 0.984 |
| 4   | Kina     | 1     | 3       | 0       | 3         | 3     | 9         | 0.333 | 230   | 280       | 0.821 |

### Grupp B

#### Resultat
| Datum           | Mellan              | Resultat | Set   | Set   | Set   | Set   | Set   | Poäng totalt | Speltid | Åskådare |
| Datum           | Mellan              | Resultat | 1     | 2     | 3     | 4     | 5     | Poäng totalt | Speltid | Åskådare |
| --------------- | ------------------- | -------- | ----- | ----- | ----- | ----- | ----- | ------------ | ------- | -------- |
| 24 augusti 2011 | Japan - USA         | 0 - 3    | 22:25 | 17:25 | 23:25 |       |       | 62 - 75      | 1:18    | 900      |
| 24 augusti 2011 | Brasilien - Italien | 3 - 0    | 25:16 | 25:17 | 25:17 |       |       | 75 - 50      | 1:09    | 950      |
| 25 augusti 2011 | USA - Italien       | 3 - 2    | 25:19 | 21:25 | 22:25 | 25:22 | 15:10 | 108 - 101    | 2:09    | 910      |
| 25 augusti 2011 | Brasilien - Japan   | 3 - 0    | 25:17 | 25:22 | 25:21 |       |       | 75 - 60      | 1:20    | 1.000    |
| 26 augusti 2011 | Italien - Japan     | 0 - 3    | 23:25 | 23:25 | 19:25 |       |       | 65 - 75      | 1:16    | 1.280    |
| 26 augusti 2011 | Brasilien - USA     | 3 - 1    | 22:25 | 26:24 | 25:21 | 25:20 |       | 98 - 90      | 2:07    | 1.900    |

#### Sluttabell
| Pos | Landslag  | Poäng | Matcher | Matcher | Matcher   | Set   | Set       | Kvot  | Poäng | Poäng     | Kvot  |
| Pos | Landslag  | Poäng | Spelade | Vunna   | Förlorade | Vunna | Förlorade | Kvot  | Vunna | Förlorade | Kvot  |
| --- | --------- | ----- | ------- | ------- | --------- | ----- | --------- | ----- | ----- | --------- | ----- |
| 1   | Brasilien | 9     | 3       | 3       | 0         | 9     | 1         | 9.000 | 248   | 200       | 1.240 |
| 2   | USA       | 5     | 3       | 2       | 1         | 7     | 5         | 1.400 | 273   | 261       | 1.046 |
| 3   | Japan     | 3     | 3       | 1       | 2         | 3     | 6         | 0.500 | 197   | 215       | 0.916 |
| 4   | Italien   | 1     | 3       | 0       | 3         | 2     | 9         | 0.222 | 216   | 258       | 0.837 |

### Finalspel
|  | Semifinaler | Semifinaler |           |     | Final               | Final               |  |
|  |             |             |           |     |                     |                     |  |
|  | Serbien     | 0           |           |     |                     |                     |  |
|  | Serbien     | 0           |           |     |                     |                     |  |
|  | USA         | 3           |           |     |                     |                     |  |
|  | USA         | 3           |           | USA | 3                   |                     |  |
|  |             |             |           | USA | 3                   |                     |  |
|  |             |             | Brasilien | 0   |                     |                     |  |
|  | Brasilien   | 3           | Brasilien | 0   |                     |                     |  |
|  | Brasilien   | 3           |           |     |                     |                     |  |
|  | Ryssland    | 0           |           |     | Match om tredjepris | Match om tredjepris |  |
|  | Ryssland    | 0           |           |     |                     |                     |  |
|  |             |             |           |     |                     |                     |  |
|  |             |             |           |     | Serbien             | 3                   |  |
|  |             |             |           |     | Serbien             | 3                   |  |
|  |             |             |           |     | Ryssland            | 0                   |  |

#### Resultat
| Datum           | Mellan               | Resultat | Set   | Set   | Set   | Set | Set | Poäng totalt | Speltid | Åskådare |
| Datum           | Mellan               | Resultat | 1     | 2     | 3     | 4   | 5   | Poäng totalt | Speltid | Åskådare |
| --------------- | -------------------- | -------- | ----- | ----- | ----- | --- | --- | ------------ | ------- | -------- |
| 27 augusti 2011 | Serbien - USA        | 0 - 3    | 22:25 | 20:25 | 21:25 |     |     | 63 - 75      | 1:24    | 3.400    |
| 27 augusti 2011 | Brasilien - Ryssland | 3 - 0    | 26:24 | 25:17 | 25:23 |     |     | 76 - 64      | 1:29    | 3.400    |
| 28 augusti 2011 | Serbien - Ryssland   | 3 - 0    | 25:21 | 25:20 | 25:16 |     |     | 75 - 57      | 1:17    | 3.200    |
| 28 augusti 2011 | USA - Brasilien      | 3 - 0    | 26:24 | 25:20 | 25:21 |     |     | 76 - 65      | 1:32    | 4.580    |

### Match om femteplats

#### Resultat
| Datum           | Mellan           | Resultat | Set   | Set   | Set   | Set | Set | Poäng totalt | Speltid | Åskådare |
| Datum           | Mellan           | Resultat | 1     | 2     | 3     | 4   | 5   | Poäng totalt | Speltid | Åskådare |
| --------------- | ---------------- | -------- | ----- | ----- | ----- | --- | --- | ------------ | ------- | -------- |
| 27 augusti 2011 | Thailand - Japan | 0 - 3    | 14:25 | 23:25 | 23:25 |     |     | 60 - 75      | 1:15    | 3.000    |

### Match om sjundeplats

#### Resultat
| Datum           | Mellan         | Resultat | Set   | Set   | Set   | Set   | Set   | Poäng totalt | Speltid | Åskådare |
| Datum           | Mellan         | Resultat | 1     | 2     | 3     | 4     | 5     | Poäng totalt | Speltid | Åskådare |
| --------------- | -------------- | -------- | ----- | ----- | ----- | ----- | ----- | ------------ | ------- | -------- |
| 27 augusti 2011 | Kina - Italien | 2 - 3    | 13:25 | 25:14 | 25:22 | 16:25 | 10:15 | 89 - 101     | 1:52    | 2.900    |

## Slutplaceringar[3]
| Sluttabell | Lag                     |
| ---------- | ----------------------- |
|            | USA                     |
|            | Brasilien               |
|            | Serbien                 |
| 4          | Ryssland                |
| 5          | Japan                   |
| 6          | Thailand                |
| 7          | Italien                 |
| 8          | Kina                    |
| 9          | Sydkorea                |
| 10         | Polen                   |
| 11         | Kuba                    |
| 12         | Dominikanska republiken |
| 13         | Tyskland                |
| 14         | Argentina               |
| 15         | Kazakstan               |
| 16         | Peru                    |

## Individuella utmärkelser
| Utmärkelse              | Namn                | Lag       |
| ----------------------- | ------------------- | --------- |
| Mest värdefulla spelare | Destinee Hooker     | USA       |
| Bästa poängvinnare      | Jovana Brakočević   | Serbien   |
| Bästa anfallare         | Milena Rašić        | Serbien   |
| Bästa blockare          | Julija Sedova       | Ryssland  |
| Bästa servare           | Thaísa de Menezes   | Brasilien |
| Bästa passare           | Danielle Lins       | Brasilien |
| Bästa mottagare         | Fernanda Garay      | Brasilien |
| Bästa libero            | Viktorija Kuzjakina | Ryssland  |
| Galaxy Award            | Ruoqi Hui           | Kina      |